# Nederlandse kampioenschappen veldrijden 2017
De Nederlandse kampioenschappen veldrijden 2017 werden verreden op zaterdag 7 en zondag 8 januari in Sint-Michielsgestel bij landgoed Grote Ruwenberg.

## Programma
| Datum                   | Tijd  | Categorie                                       |
| ----------------------- | ----- | ----------------------------------------------- |
| Zaterdag 7 januari 2017 | 10:30 | Meisjes nieuwelingen                            |
| Zaterdag 7 januari 2017 | 11:30 | Meisjes junioren                                |
| Zaterdag 7 januari 2017 | 12:30 | Jongens nieuwelingen                            |
| Zaterdag 7 januari 2017 | 13:30 | Mannen masters 50+                              |
| Zaterdag 7 januari 2017 | 14:30 | Mannen masters 40+                              |
| Zaterdag 7 januari 2017 | 15:30 | Mannen amateurs/sportklasse                     |
| Zondag 8 januari 2017   | 10:30 | Jongens junioren                                |
| Zondag 8 januari 2017   | 12:00 | Mannen beloften                                 |
| Zondag 8 januari 2017   | 13:30 | Mannen elite                                    |
| Zondag 8 januari 2017   | 15:00 | Vrouwen elite/Vrouwen beloften/Vrouwen amateurs |

## Uitslagen

### Mannen elite
Mathieu van der Poel was titelverdediger bij de heren, nadat hij in de voorgaande twee jaren de titel had opgeëist. De veldrit was zijn eerste veldrit na zijn val in de Azencross in Loenhout, anderhalve week ervoor. In de eerste twee ronden reden Corné van Kessel, Joris Nieuwenhuis en Van der Poel naar de voorste plaatsen. Van der Poel zette daarna de aanval in en sloeg een gaatje dat hij tot het einde behield. Van Kessel passeerde in de laatste ronde Nieuwenhuis.
| Plaats                    | Naam                 | Tijd    |
| ------------------------- | -------------------- | ------- |
| Nederlandse kampioenstrui | Mathieu van der Poel | 58'12"  |
| Zilver                    | Corné van Kessel     | + 20"   |
| Brons                     | Joris Nieuwenhuis    | z.t.    |
| 4                         | Lars van der Haar    | + 28"   |
| 5                         | David van der Poel   | + 47"   |
| 6                         | Stan Godrie          | + 58"   |
| 7                         | Maik van der Heijden | + 2'07" |
| 8                         | Patrick van Leeuwen  | + 2'18" |
| 9                         | Sieben Wouters       | + 2'19" |
| 10                        | Gert-Jan Bosman      | + 2'24" |

Dit is de gecombineerde uitslag van de elite heren en de beloften.

### Vrouwen elite
Thalita de Jong was titelverdediger bij de dames. Door problemen bij de start moest zij een inhaalrace rijden en eindigde op de vijfde plaats. Marianne Vos reed vanaf de start op kop, waar Sophie de Boer haar even bij kon houden, maar reed de wedstrijd grotendeels alleen op kop en uiteindelijk haar zesde nationale titel veldrijden behaalde. De Boer en Lucinda Brand streden om de tweede plaats, waarbij Brand de strijd in haar voordeel beslechtte.
| Plaats                    | Naam               | Tijd    |
| ------------------------- | ------------------ | ------- |
| Nederlandse kampioenstrui | Marianne Vos       | 46'03"  |
| Zilver                    | Lucinda Brand      | + 1'01" |
| Brons                     | Sophie de Boer     | + 1'14" |
| 4                         | Maud Kaptheijns    | + 2'01" |
| 5                         | Thalita de Jong    | + 3'08" |
| 6                         | Geerte Hoeke       | + 3'16" |
| 7                         | Denise Betsema     | + 3'19" |
| 8                         | Monique van de Ree | + 3'39" |
| 9                         | Veerle Goossens    | + 3'58" |
| 10                        | Mascha Mulder      | + 4'06" |

### Mannen beloften
De beloften reden mee in dezelfde wedstrijd als de mannen. Joris Nieuwenhuis, die bij de elite derde werd, won de titel bij de beloften.
| Plaats                    | Naam                  | Tijd    |
| ------------------------- | --------------------- | ------- |
| Nederlandse kampioenstrui | Joris Nieuwenhuis     | 58'32"  |
| Zilver                    | Maik van der Heijden  | + 1'47" |
| Brons                     | Sieben Wouters        | + 1'59" |
| 4                         | Kevin Bakx            | + 2'10" |
| 5                         | Milan Vader           | + 3'06" |
| 6                         | Gosse van der Meer    | + 3'15" |
| 7                         | Bjorn van der Heijden | + 3'31" |
| 8                         | Wesley Floren         | + 3'34" |
| 9                         | Richard Jansen        | + 3'40" |
| 10                        | Koen van Dijke        | + 3'56" |

### Vrouwen beloften
De beloften reden in dezelfde wedstrijd als de meisjes junioren. 
| Plaats                    | Naam                       | Tijd    |
| ------------------------- | -------------------------- | ------- |
| Nederlandse kampioenstrui | Manon Bakker               | 38'18"  |
| Zilver                    | Inge van der Heijden       | + 10"   |
| Brons                     | Annemarie Worst            | + 19"   |
| 4                         | Ceylin del Carmen Alvarado | + 25"   |
| 5                         | Lindy van Anrooij          | + 1'20" |
| 6                         | Maaike de Heij             | + 1'25" |
| 7                         | Yara Kastelijn             | + 1'49" |
| 8                         | Esther van der Burg        | + 2'05" |
| 9                         | Susanne Meistrok           | + 2'07" |
| 10                        | Julia Boschker             | + 2'08" |

### Jongens junioren
| Plaats                    | Naam               | Tijd    |
| ------------------------- | ------------------ | ------- |
| Nederlandse kampioenstrui | Thymen Arensman    | 43'32"  |
| Zilver                    | Ryan Kamp          | + 7"    |
| Brons                     | Luca Vreeswijk     | + 28"   |
| 4                         | Bart Artz          | + 35"   |
| 5                         | Bart Hazekamp      | + 38"   |
| 6                         | Mees Hendrikx      | + 53"   |
| 7                         | Koen van Helvoirt  | + 1'43" |
| 8                         | Perry Frijters     | + 1'57" |
| 9                         | Carlo van den Berg | + 2'40" |
| 10                        | Victor Broex       | + 2'40" |

### Meisjes junioren
De junioren reden in dezelfde wedstrijd als de vrouwen beloften. 
| Plaats                    | Naam                 | Tijd    |
| ------------------------- | -------------------- | ------- |
| Nederlandse kampioenstrui | Manon Bakker         | 38'18"  |
| Zilver                    | Inge van der Heijden | + 10"   |
| Brons                     | Susanne Meistrok     | + 2'07" |
| 4                         | Julia Boschker       | + 2'08" |
| 5                         | Aniek van Alphen     | + 2'32" |
| 6                         | Anne de Ruiter       | + 2'56" |
| 7                         | Rozemarijn Ammerlaan | + 4'09" |
| 8                         | Sylvie Swinkels      | + 4'19" |
| 9                         | Anouk Spies          | + 4'23" |
| 10                        | Elodie Kuijper       | + 4'23" |

### Jongens nieuwelingen
| Plaats                    | Naam               | Tijd |
| ------------------------- | ------------------ | ---- |
| Nederlandse kampioenstrui | Luke Verburg       |      |
| Zilver                    | Bodi Del Grosso    |      |
| Brons                     | Pim Ronhaar        |      |
| 4                         | Noah Vreeswijk     |      |
| 5                         | Dylan Strik        |      |
| 6                         | Twan van der Drift |      |
| 7                         | Owen Geleijn       |      |
| 8                         | Salvador Alvarado  |      |
| 9                         | Remon Delnoije     |      |
| 10                        | Steijn Willemsen   |      |

### Meisjes nieuwelingen
| Plaats                    | Naam                | Tijd |
| ------------------------- | ------------------- | ---- |
| Nederlandse kampioenstrui | Fleur van der Peet  |      |
| Zilver                    | Puck Pieterse       |      |
| Brons                     | Shirin van Anrooij  |      |
| 4                         | Ilse Pluimers       |      |
| 5                         | Danielle Quint      |      |
| 6                         | Laura van der Zwaan |      |
| 7                         | Femke Gerritse      |      |
| 8                         | Fleur Nagtegaal     |      |
| 9                         | Dorien Hoog Antink  |      |
| 10                        | Marlies Vos         |      |

Kampioenschappen:  Wereldkampioenschappen ·
 Europese kampioenschappen ·
 Belgische kampioenschappen ·
 Nederlandse kampioenschappen
Klassementen:  Wereldbeker ·
 Superprestige ·
 DVV Verzekeringen/IJsboerke Trofee ·
 EKZ CrossTour ·
 TOI TOI Cup ·
 National Trophy Series ·
 Coupe de France ·
 Copa de España ·
 New England Series
Overig:  Brico Cross ·
 Soudal Classics
1963 · 
1964 · 
1965 · 
1966 · 
1967 · 
1968 · 
1969 · 
1970 · 
1971 · 
1972 · 
1973 · 
1974 · 
1975 · 
1976 · 
1977 · 
1978 · 
1979 · 
1980 · 
1981 · 
1982 · 
1983 · 
1984 · 
1985 · 
1986 · 
1987 · 
1988 · 
1989 · 
1990 · 
1991 · 
1992 · 
1993 · 
1994 · 
1995 · 
1996 · 
1997 · 
1998 · 
1999 · 
2000 · 
2001 · 
2002 · 
2003 · 
2004 · 
2005 · 
2006 · 
2007 · 
2008 · 
2009 · 
2010 ·
2011 ·
2012 ·
2013 ·
2014 ·
2015 ·
2016 ·
2017 ·
2018 ·
2019 ·
2020 ·
2021 ·
2022 ·
2023 · 2024 · 2025